# Éva Karakas

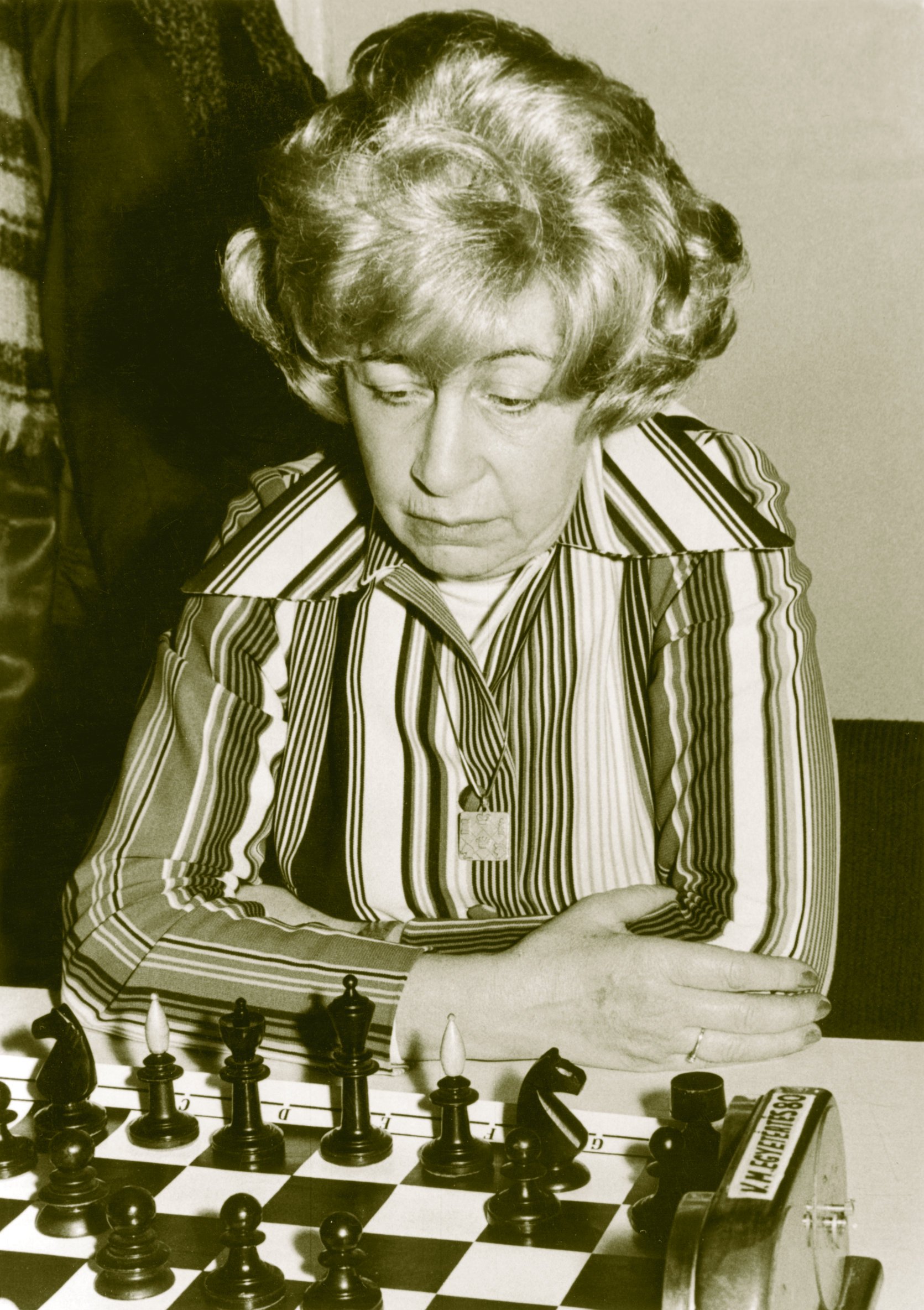
Éva Karakas

Éva Karakas, geborene Fürst (* 15. Februar 1922 in Budapest; † 7. Mai 1995 ebenda), war eine ungarische Schachmeisterin, Schachpublizistin und Trainerin. Sie wird vom Ungarischen Trainerverband als einzige Frau als Mesteredző/Meistertrainer im Schachspiel geführt.

## Name
Sie ist bekannt unter dem Namen Éva Karakas, unter diesem Namen hat sie im ungarischen Fernsehen gearbeitet und ein Buch publiziert. Karakas hat dreimal geheiratet, ihre Namen Kertész Béláné, Karakas Gyuláné und dr. Ladányiné Karakas Éva verraten auch die Namen der Ehepartner: Béla Kertész, Gyula Karakas, dr Ladányi – siehe Ungarische Namen. In vielen Quellen auch bei Megabase von Chessbase und bei chessgames.com wird sie unter dem verzerrten Namen Dr. Eva Ladanyike-Karakas geführt.

## Laufbahn
Karakas ist und war in Ungarn eine Schachlegende und hatte im ungarischen Fernsehen eine eigene Sendung Támadás a király ellen (deutsch Angriff gegen den König). Unter diesem Namen hat sie auch ein Schachlehrbuch für Kinder in mehreren Auflagen veröffentlicht. Sechsmal hat sie die ungarische Damenschachmeisterschaft gewonnen, viermal hat sie bei Kandidatenturnieren gespielt, dreimal (1957, 1963 und 1966) hat sie bei Schacholympiaden der Frauen für Ungarn gespielt, dreimal, 1991, 1992 und 1994 hat sie die Senioren-Weltmeisterschaft der Damen gewonnen.
Karakas wurde 1982 Großmeister der Frauen. Sie spielte im Finale der ersten und der zweiten Fernschacholympiade der Frauen an Brett 1 für Ungarn. Karakas ist am Farkasréti temető/Friedhof in Budapest begraben.
Karakas' letzte Elo-Zahl betrug 2055, ihre höchste Elo-Zahl von 2205 erreichte sie im Juli 1973.

## Schriften
- Támadás a király ellen. Sport Lap- és Könyvkiadó. Budapest, 1974, 1976 und 1984. (Die Neuauflagen sind erweiterte Fassungen.)